# 무림지존: 천하제일검
《무림지존: 천하제일검》(武林至尊: 天下第一劍, 중국어: 长安侠影之剑客风云, 영어: Beauty Megranate)는 2016년 공개된 중국의 영화이다.

## 줄거리
잦은 내란으로 개국이래 최대 위기를 맞은 조정. 황제는 수재민들을 위해 막대한 자금까지 내놓지만 그조차 사라져버린다. 심지어 황제가 가장 총애하던 석류미인까지 죽임을 당하면서 모든 죄를 검술의 절대 고수 이어풍이 뒤집어 쓰게 된다. 이제 거대한 음모를 파헤치고 진실을 찾기 위해, 이어풍이 천하제일검을 꺼내든다.

## 배역
- 양준우
- 양서장
- 금초
- 류탁정